# 8 Haus
Das 8 Haus (dänisch: 8 Tallet), auch bekannt als Big House, ist ein großes, mehrgeschossiges, gemischt genutztes Gebäude am südlichen Rand des neuen Vororts Ørestad in Kopenhagen, Dänemark. Der Grundriss hat die Form einer Acht. Entworfen von Bjarke Ingels, Gründungspartner der Bjarke Ingels Group (BIG), besteht das bogenförmige Gebäude aus 61.000 Quadratmetern Wohnfläche in vier verschiedenen Wohntypen und 10.000 Quadratmetern Einzelhandelsflächen und Büros. Es ist das größte private Projekt, das jemals in Dänemark durchgeführt wurde. Es wurde 2006 von der Store Frederikslund Holding, Høpfner A/S und Danish Oil Company A/S in Auftrag gegeben und ist nach den beiden Projekten VM Häuser und Mountain Wohnanlage das dritte Wohnprojekt von Ingels in Ørestad.

## Beschreibung
Anhand seines zweiten Beispiels der „architektonischen Alchemie“ erklärt Bjarke Ingels seine Idee, „dass man durch die unkonventionelle Mischung traditioneller Zutaten, Einzelhandel, Reihenhäuser und Wohnungen einen Mehrwert, wenn nicht gar Gold schafft.“ Dies wird erreicht, indem die verschiedenen Bestandteile eines Stadtviertels schichtweise gestapelt werden. Sie sind durch eine Promenade und einen Radweg verbunden, die bis zur 10. Etage reichen und so die Koexistenz von Gewerbe und Wohnen ermöglichen.

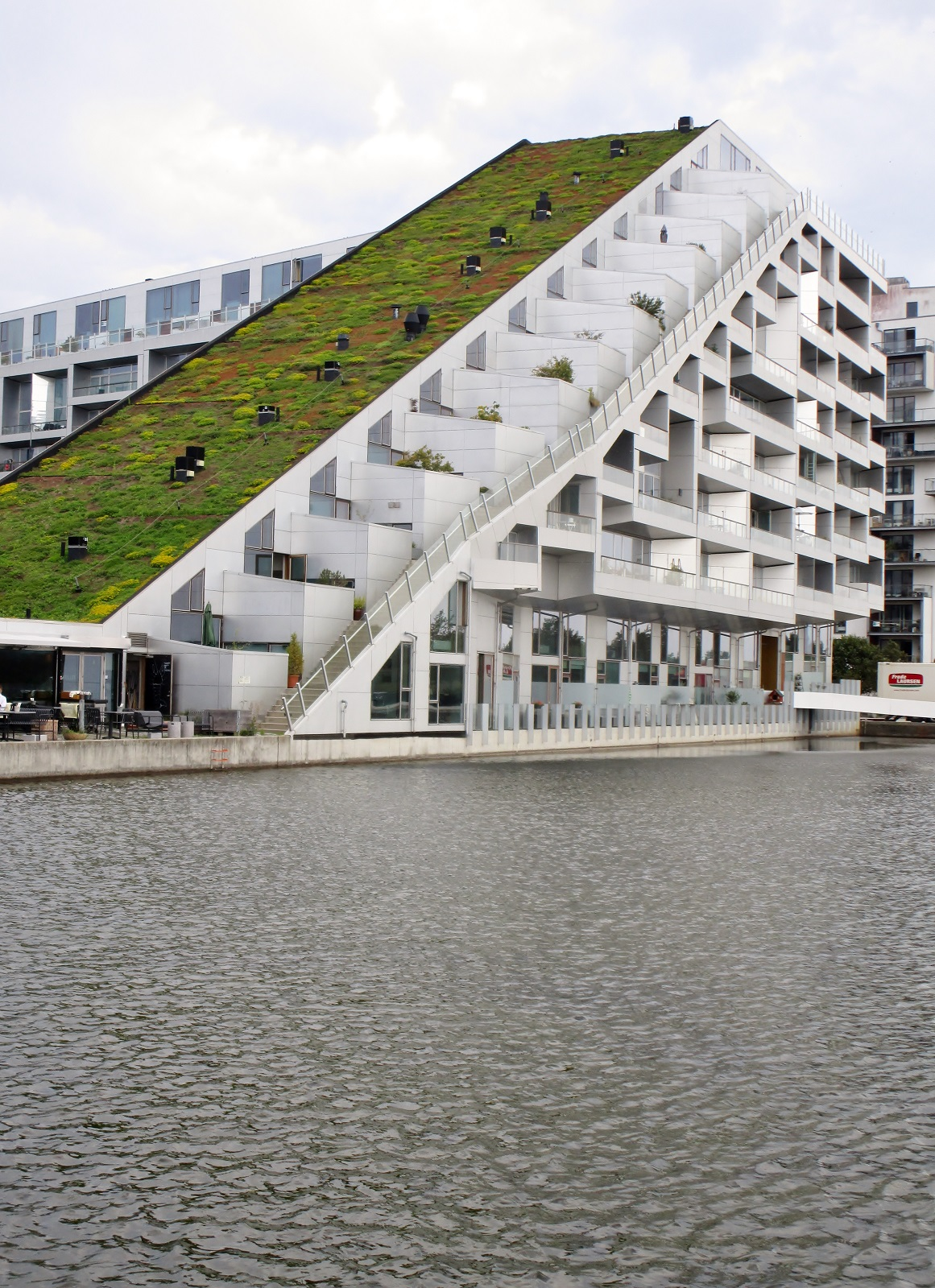
Das ausgezeichnete Gründach

Thomas Christoffersen, der für das Projekt verantwortliche Partner von BIG, beschrieb den Ansatz detaillierter:
Die Wohnungen sind oben platziert, während das gewerbliche Programm im unteren Teil des Gebäudes stattfindet. Dadurch haben die unterschiedlichen horizontalen Schichten eine eigene Qualität erreicht: Die Wohnungen profitieren von Aussicht, Sonnenlicht und frischer Luft, während die gewerblichen Einheiten dem Leben auf der Straße nahe sind. Dies wird durch die Form des 8 Hauses unterstützt, das in der nordöstlichen Ecke buchstäblich angehoben und in der südwestlichen Ecke nach unten gedrückt wird, sodass Licht und Luft in den südlichen Innenhof gelangen können.
Das 8 Haus mit 475 Wohnungen bietet vier verschiedene Wohntypen mit Flächen von 65 bis 144 m² – 2-geschossige Reihenhäuser, Wohnungen unterschiedlicher Größe und Penthäuser – sowohl zur Miete als auch als Eigentumswohnungen.
Die Entwurfskizze basierte auf der Typologie einer Blockrandbebauung, die jedoch in der Mitte zusammengedrückt wurde, um so die Form einer Fliege mit zwei Innenhöfen anzunehmen. In der Mitte befindet sich ein 10 Meter breiter Durchgang, der die umliegenden Räume, den Parkbereich im Westen und den Kanalbereich im Osten, verbindet. Der Einzelhandels- und Gewerbebereich im Sockel besteht aus einem Café, einer Kindertagesstätte und Büros, während darüber der Wohnraum mit Häusern, Wohnungen und Penthäusern positioniert ist. Das abfallende, 10-stöckige Gebäude bietet Aussicht auf die Felder und Sümpfe von Kalvebod Fälled im Süden. Die 1 Kilometer lange Pfad auf einer Rampe, die sich um den Komplex schlängelt, soll das Gemeinschaftsgefühl und die Interaktion zwischen den Nachbarn fördern.

## Bewertung
Bei der Vergabe des Housing Winner Award 2011 kommentierte die Jury des World Architecture Festival: „Das 8 House im Kopenhagener Viertel Orestad ist ein beispielhaftes Projekt. Es kombiniert Einzelhandel, gewerbliche Reihenhäuser und Wohnungen auf unkonventionelle Weise und der erhöhte Rundpfad bietet eine neuen Grad des sozialen Engagements.“

Die Jury des American Institute of Architects erklärte bezüglich der Honor Awards 2012: 
Das 8 Haus stellt die horizontale soziale Konnektivität und Interaktion der Straßen eines Dorfviertels durch eine Reihe reizvoller, zugänglicher Rampen in einem Mehrfamilienhausprojekt mit gemischter Nutzung meisterhaft nach. Die geschickte Gestaltung der Baumasse schafft eine lebhafte skulpturale Form und zugleich ein rampenförmiges „Fußgänger“-Straßensystem sowie Wohneinheiten voller Tiefe, die mit Licht und Ausblicken gefüllt sind. Die Menschen „leben“ tatsächlich in diesem neu geschaffenen Viertel mit Einkaufsmöglichkeiten, Restaurants, einer Kunstgalerie, Büroräumen, Kinderbetreuung, Bildungseinrichtungen und dem Klang spielender Kinder. Es handelt sich um ein komplexes und beispielhaftes Projekt einer neuen Typologie.

## Auszeichnungen
- Wohngebäude des Jahres beim World Architecture Festival 2011.[8]
- Ehrenpreis des American Institute of Architects für Architektur 2012, der Leistungen anerkennt, die die allgemeine Qualität der Architekturarbeit steigern.[9]
- Die Huffington Post zählte 8 House zu den „10 besten Architekturmomenten 2001–2010“[10]
- Auszeichnung für „das beste Gründach in Skandinavien“ von der Scandinavian Green Roof Association für „die klare und bewusste Nutzung des Gründachs und seine erfolgreiche Integration in die visuelle Identität des Gebäudes.“[11]

## Bildergalerie

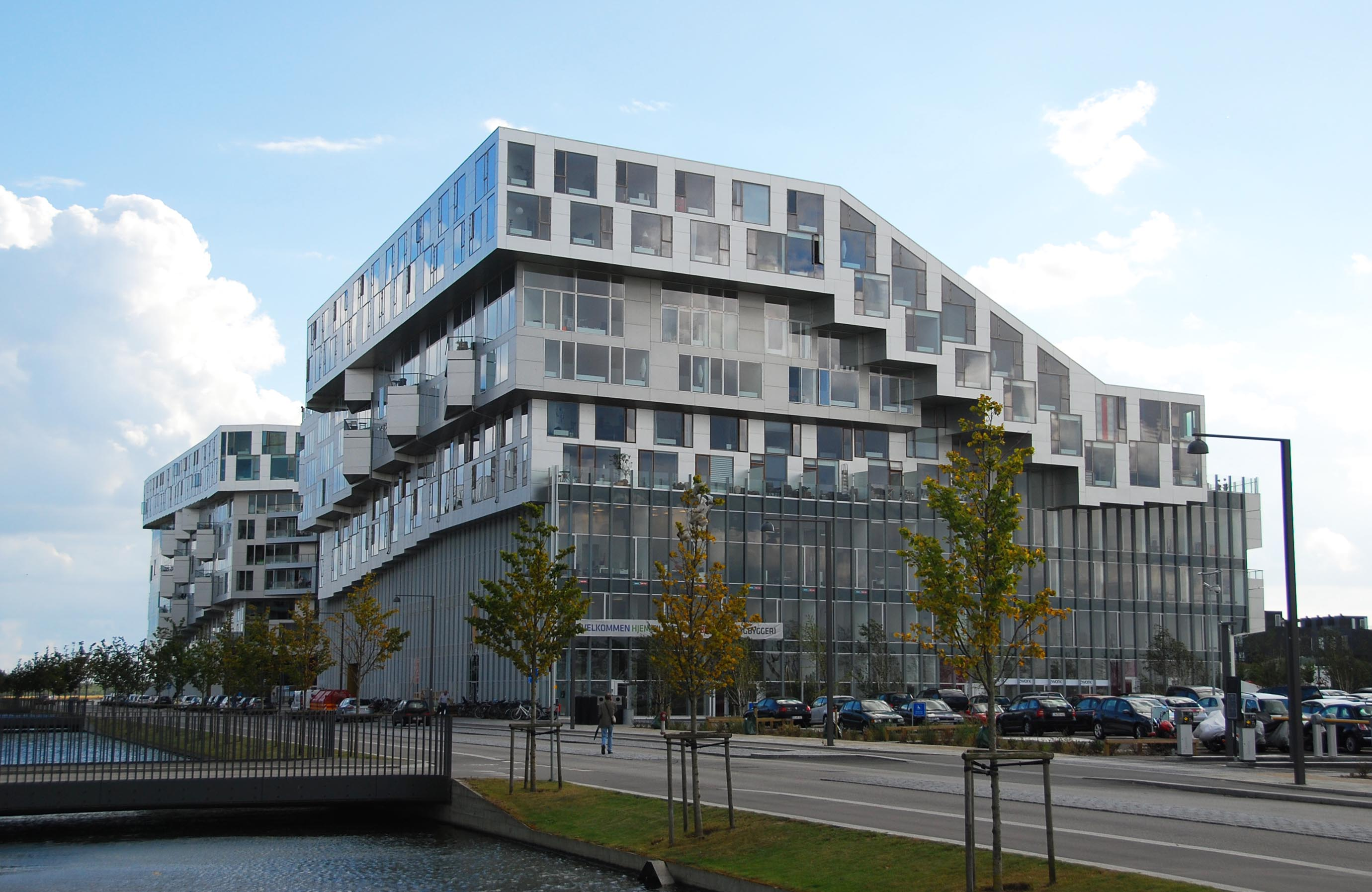
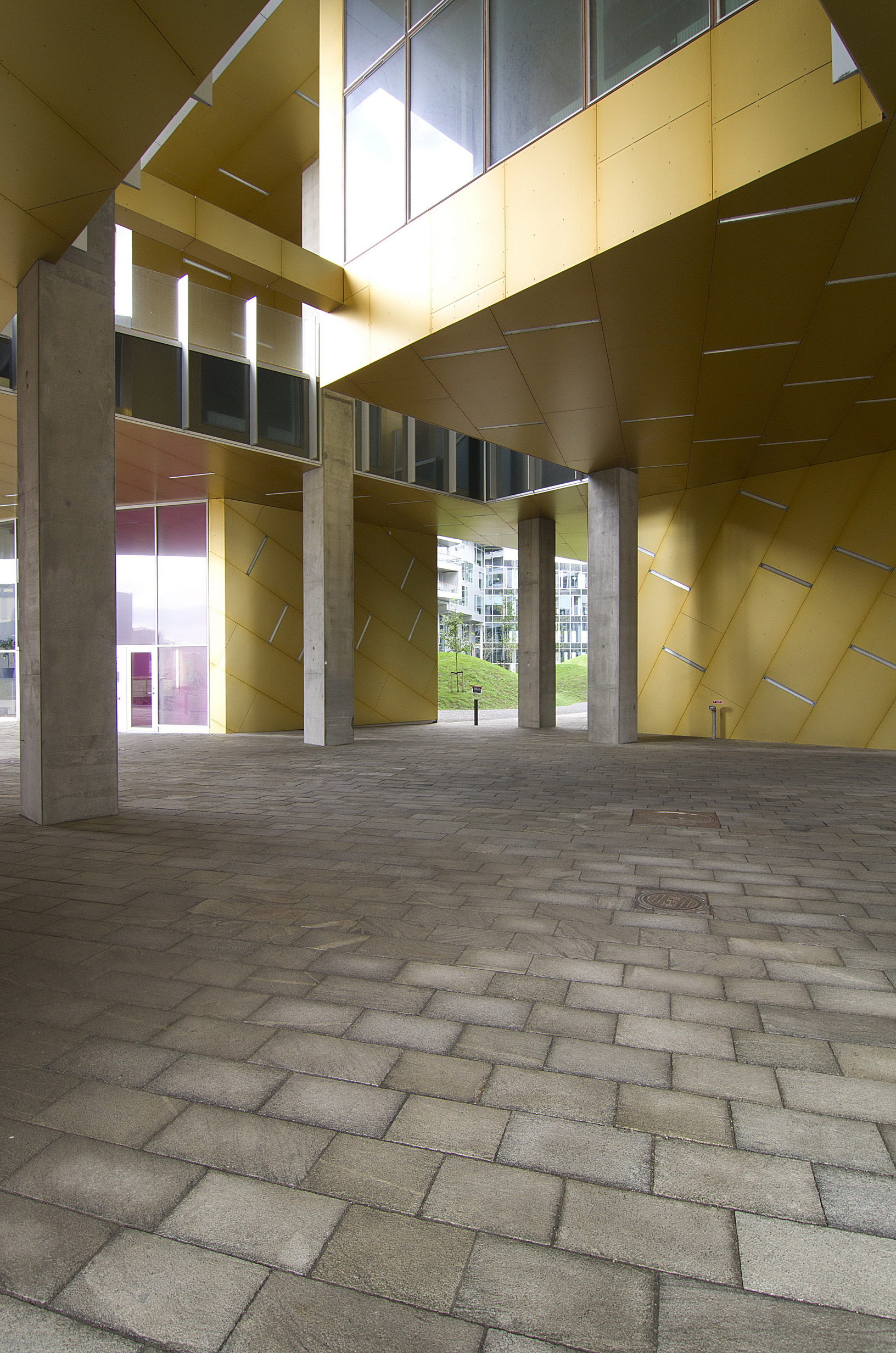
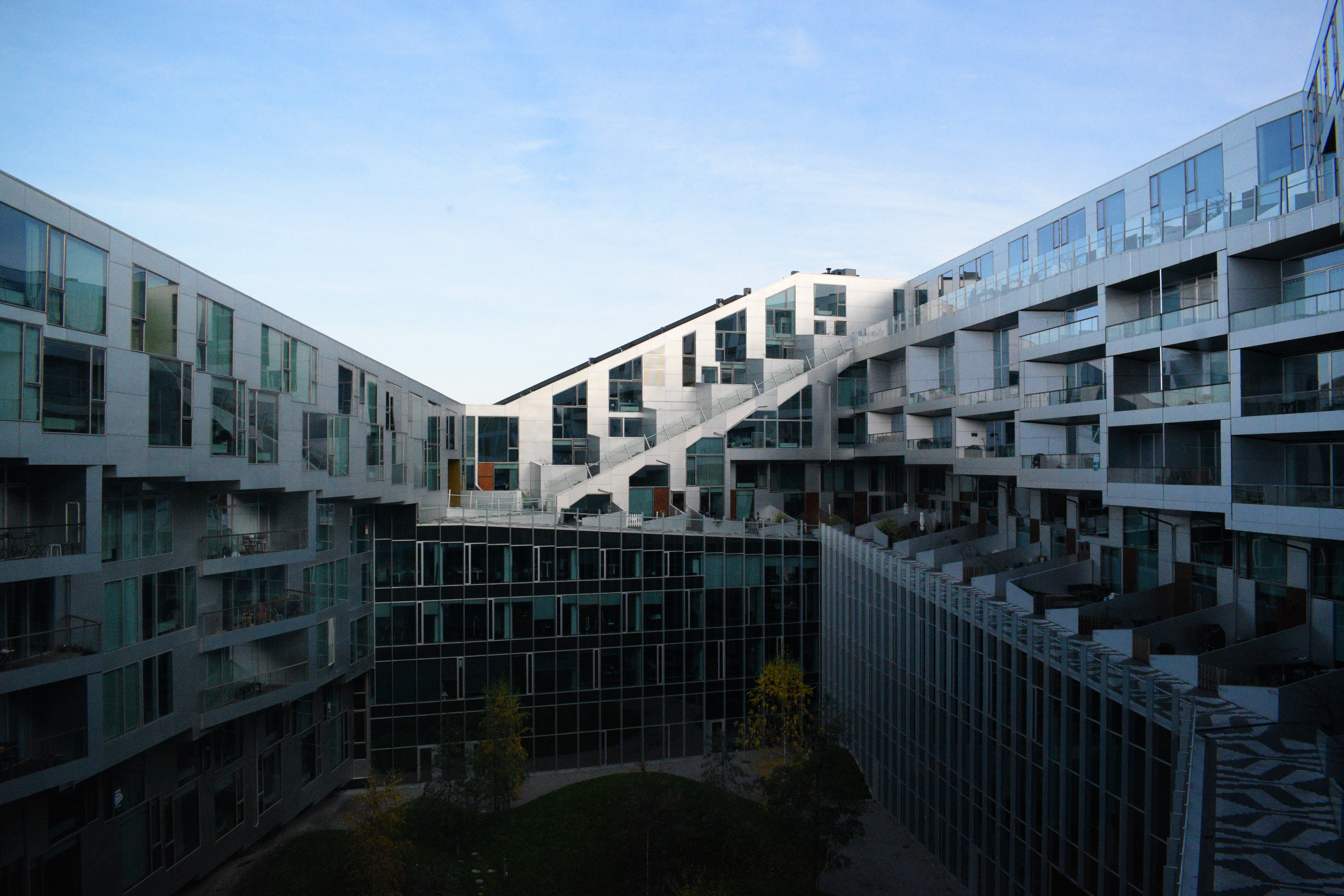